# Miguel Ligero (actor argentino)
Miguel Ligero (Rosario, 15 de abril de 1911-Buenos Aires, 1 de febrero de 1989) fue un actor argentino de cine, televisión y teatro.
En 1938 debutó en el cine con Los caranchos de la Florida y filmó luego unos veinte filmes. Por su labor en Castigo al traidor y El ojo que espía, ambas de 1966, fue galardonado con el Premio Cóndor de Plata al mejor actor de reparto y en 1965 recibió el premio Martín Fierro al Mejor Actor de novela. Otros trabajos fueron: Palo y hueso (1967), La guerra del cerdo (1975), El soltero (1977) y El hombre del subsuelo (1981).  
En teatro trabajó con Luis Arata, Enrique de Rosas y Olinda Bozán y actuó en varias temporadas en el Teatro General San Martín. Entre otras obras, intervino en Esperando a Godot, Mustafá y El círculo de tiza caucasiano. Desde los inicios de la televisión intervino en teleteatros, donde trabajó en Señorita Medianoche (1963), Mariana y otros programas. Fue galardonado con el Premio Konex 1981 en el rubro Actor de Comedia Cine y Teatro.
Falleció en Buenos Aires el 1 de febrero de 1989, a raíz de un ataque cardíaco.

## Teatro
- José quiere a Marta (1950), de Norman Krasna, con la Compañía Argentina de Comedia encabezada por Felisa Mary, Ricardo Passano y Susana Canales.
- Así es la vida (1951), estrenada en el Teatro Presidente Alvear, con la compañía encabezada por Luis Arata.
- Tangolandia (1957).
- Discepoliana (1966).
- El señor Puntila y su chofer (1965).
- Mustafá (1977).
- Esperando a Godot
- El círculo de tiza caucasiano
- Sonata de espectros de August Strindberg. Personaje: El viejo, Jacobo Hummel.
- Cándido de día y Cándido de noche, con la Compañía de Arata.

## Filmografía
- Sonrisas de New Jersey (1989).... Hermano Félix
- Apartment Zero (1988).... Sr. Palma
- Apenas reflejos (1986).
- El hombre del subsuelo (1981).... Severo
- Frutilla (1980) …Jacinto Benavente
- El soltero (1977).
- Tiempos duros para Drácula (1977).... Psicólogo
- La guerra del cerdo (1975).... Jimmy Neuman
- Un mundo de amor (1975).
- Los debutantes en el amor (1969).
- Flor de piolas (1969).
- Palo y hueso (1968).... Don Arce
- El ojo que espía (1966).
- Castigo al traidor (1966).
- Psique y sexo (Episodio La necrófila) (1965).
- La cigarra no es un bicho (1964).
- Todo el año es Navidad (1960).... Prestamista
- Rosaura a las diez (1958)… Hernández
- El juramento de Lagardere (1955).
- Torrente indiano (1954).
- Un hombre cualquiera (1954).
- Mercado negro (1953)…El Profesor
- Como yo no hay dos (1952).
- Cuidado con las mujeres (1951).
- La vendedora de fantasías (1950)…Garófalo
- Los hombres las prefieren viudas (1943).
- Los caranchos de la Florida (1938).

Guionista
- Mercado negro (1953).

## Televisión
- Amar... al salvaje (1983) Serie.... Serafín (1983).
- Quiero gritar tu nombre (1981) Serie.... (1981).
- Los especiales de ATC (1981)
- Mañana puedo morir (1979) (TV).
- Los Bulbos (1974) miniserie
- Alta Comedia (episodio Los árboles mueren de pie (1974) Episodio de TV.... Balboa
- Esta noche... miedo (1970) Serie
- La Baranda
- El mundo del espectáculo (1968) Serie
- Burbuja (1967) Serie.... León Ramos
- Mariana (1966) Serie.... Padre Florencio
- Show Standard Electric (1965) miniseries.... (1965).
- Candilejas (1965) Serie.... Felipe
- Dos gotas de agua (1964) Serie.... Don Paco
- Señorita Medianoche (1963) Serie.... Don César
- Mañana puede ser verdad (episodio El hombre que perdió su risa (1962) serie.
- Blum
- Teatro como en el Teatro